# Anna Lenartowicz-Stępkowska
Anna Lenartowicz-Stępkowska (ur. 28 lipca 1954 w Bielsku-Białej, zm. 20 sierpnia 2019 w Warszawie) – polska aktorka teatralna i filmowa.

## Życiorys
Absolwentka Wydziału Aktorskiego Państwowej Wyższej Szkoły Teatralnej w Warszawie (1976). Była członkinią zespołów teatralnych: Teatru im. Adama Mickiewicza w Częstochowie (1976–1977), Teatru Polskiego w Szczecinie (1978–1982) oraz warszawskiego Teatru Rozmaitości (1982–1985). Grała również na scenach: Teatru Północnego w Warszawie (1991–1993), Teatru Maya w Poznaniu (1996) oraz Teatru Nowego w Warszawie. Wystąpiła również w jednym przedstawieniu Teatru Telewizji (1998) oraz dwóch audycjach Teatru Polskiego Radia (1976, 1979).
Podczas pracy w Szczecinie, w 1980 roku została uhonorowana nagrodami: Nagrodą Artystyczną Młodych „Głosu Szczecińskiego” za role grane na scenie Teatru Polskiego oraz Bursztynowym Pierścieniem za rolę Lidki w sztuce „Dacza” Ireneusza Iredyńskiego.
Aktorka została pochowana w Katowicach.

## Filmografia
| - Soból i panna (1983) – Aniela Trembelówna, narzeczona Pucewicza - Sara (1997) – sprzedawczyni w sklepie z bielizną - Cztery noce z Anną (2008) – pielęgniarka - Leśne Doły (2008-2017) – Barbara - Arizona w mojej głowie (2014) – siostra Marbelli |  | - Rzeka kłamstwa (1987) – odc. 2 - Dom (1996) – pielęgniarka, odc. 15 - Boża podszewka (1997) – sąsiadka sędziego Andrusiewicza, odc. 10 - Plebania (2002-2010) – odc. 221, 435, 1389, 1437 (różne role) - Na dobre i na złe (2002) – kobieta chcąca wykonać badanie mammograficzne, odc. 103 - Kryminalni (2004) – matka Beaty Kalety, odc. 11 - Na Wspólnej (2005) – kwiaciarka, odc. 579 - Anioł Stróż (2005) – kobieta w średnim wieku, odc. 1 - Królowie śródmieścia (2006-2007) – matka Pawła, odc. 2, 7, 14 - M jak miłość (2009) – kobieta w Rawiczu, odc. 690 |